# Ezequiel Cabeza de Baca
Ezequiel Cabeza de Baca (Las Vegas, Nuevo México; 1 de noviembre de 1864-Santa Fe, Nuevo México; 18 de febrero de 1917) fue un político estadounidense miembro del Partido Demócrata que se desempeñó brevemente como gobernador de Nuevo México en 1917, debido a su fallecimiento. Fue el primero hispano elegido como vicegobernador y gobernador del estado de Nuevo México. También fue el primer gobernador nacido después de la cesión mexicana. 

## Biografía
Nació en Las Vegas, Territorio de Nuevo México el 1 de noviembre de 1864. Estudió en la ahora Universidad Régis en Las Vegas. Trabajó para los ferrocarriles antes de convertirse en un influyente periodista y editor de «La voz del pueblo». Ezequiel Cabeza de Baca se casó el 14 de diciembre de 1889 con Margarita Cabeza de Baca en Peña Blanca. Fue descendiente de los pobladores españoles que luego se convirtieron en parte de la familia Baca de Nuevo México.
En 1891, comenzó a trabajar para el semanario español de Las Vegas «La voz del pueblo». Fue allí donde se asoció con los editores del periódico, Antonio Lucero (quien se convertiría en el primer secretario de estado de Nuevo México) y Félix Martínez (quien luego fundaría la Martínez Publishing Company).
De Baca sirvió como delegado a la Convención Nacional Demócrata en 1900. En 1912, después de que Nuevo México se convirtió en estado, se convirtió en su primer vicegobernador, fungiendo desde 1912 hasta 1917. Fue clave para desarrollar la primera constitución estatal de Nuevo México, que incluye lenguaje específico sobre la provisión de educación bilingüe a todos los ciudadanos. No quería aspirar a un cargo electo ni mucho menos postularse para gobernador, pero el partido lo presionó vigorosamente y finalmente consintió. En ese momento, la paga de estos funcionarios electos era muy pequeña y ahora tenía una familia numerosa. Aunque su estado de salud le impidió participar de manera significativa en su propia campaña, fue elegido gobernador de Nuevo México el 7 de noviembre de 1916. Inaugurado el 1 de enero de 1917, tomó posesión del cargo en su lecho de enfermo en el sanatorio San Vicente en Santa Fe, con solo una veintena de personas asistiendo.
Murió el 18 de febrero de 1917 en el cargo. Había estado enfermo durante un largo período de tiempo y había viajado a California para recibir tratamientos que no tuvieron éxito. Fue enterrado en el cementerio Monte Calvario en Las Vegas.
El Condado de De Baca fue llamado así en honor a él.

## Familia
Ezequiel y Margarita Cabeza de Baca tuvieron 14 hijos, cinco de los cuales murieron en la infancia.
- Adolfo Amado Cabeza de Baca 1890-1953
- Álvar Núñez Cabeza de Vaca 1892-1892
- Horacio Virgilio Cabeza de Baca  1893-1893
- Margarita Esefan Cabeza de Baca de Martínez 1895-1969
- José Cabeza de Baca 1897-1897
- Horacio Cabeza de Baca 1898-1970
- María Juana Cabeza de Baca 1900-1902
- Celia Cabeza de Baca 1902-1996
- Hortencia Cabeza de Baca 1903-1996
- Alfonso Cabeza de Baca 1907-1951
- María Natalia Adeleida Cabeza de Baca 1909-1973
- Ezequiel Cabeza de Baca 1911-1911
- Adelina Cabeza de Baca 1913-2009
- Alicia Cabeza de Baca 1916-2010